# パーシー・タウ
パーシー・タウ（Percy Tau、1994年5月13日 - ）は、南アフリカ共和国のサッカー選手。南アフリカ共和国代表。カタールSC所属。ポジションはFW。

## クラブ歴
プレミアサッカーリーグのマメロディ・サンダウンズFCで選手となった。2014年2月25日のオーランド・パイレーツFC戦でドミンゲスに代わって85分に投入されてプロ初出場。2014年3月22日のネドバンク・カップで90分に初得点を記録した。2015年4月5日にはCAFチャンピオンズリーグでTPマゼンベから国際大会初得点を記録したが、この試合は3-1で敗れた。
マメロディ・サンダウンズでは起用機会が少なかったため、ナショナルファーストディヴィジョンのウィットバンク・スパーズFCに期限付き移籍。2016年2月6日に初出場した。
1シーズンをウィットバンク・スパーズで過ごし、マメロディ・サンダウンズに復帰。10月には、復帰してから短いながらもCAFチャンピオンズリーグの決勝戦の両試合にフル出場し、国際大会のタイトルをクラブに齎した。2016年11月2日に復帰後リーグで初得点を記録した。CAFチャンピオンズリーグを制したために同年末にはFIFAクラブワールドカップ2016に参加、鹿島アントラーズ戦でFIFAクラブワールドカップ初出場を飾るが、2-0で敗北。5位決定戦では全北現代モータースと対戦し、4-1で敗れたものの彼はその1点を決めた。
2018年7月20日、ブライトン＆ホーヴ・アルビオンへ4年契約で移籍することが発表された。
2019年7月29日、クラブ・ブルッヘに1年間のレンタル移籍。
2020年8月5日、RSCアンデルレヒトに1年間のレンタル移籍。
2021年8月26日、アル・アハリに移籍。

## 代表歴
2015年10月17日のアフリカネイションズチャンピオンシップ2016予選・アンゴラ代表戦で代表初出場。2017年3月25日のギニアビサウ代表戦で代表初得点。

## 個人
兄のドゥミサリ・タウ、モガウ・チェーラもサッカー選手。

## 個人成績
2021年9月9日現在
代表での得点一覧
| No. | 日附           | 場所                                                     | 対戦相手             | 得点 | 結果 | 大会                                          |
| --- | -------------- | -------------------------------------------------------- | -------------------- | ---- | ---- | --------------------------------------------- |
| 1.  | 2017年3月25日  | ダーバン・モーゼス・マヒダ・スタジアム                   | ギニアビサウ         | 2–0  | 3–1  | 親善試合                                      |
| 2.  | 2017年6月10日  | ウヨ・ゴッズウィル・アクパビオ国際スタジアム             | ナイジェリア         | 2–0  | 2–0  | アフリカネイションズカップ2019予選・グループE |
| 3.  | 2017年10月7日  | ヨハネスブルク・FNBスタジアム                            | ブルキナファソ       | 1–0  | 3–1  | 2018 FIFAワールドカップ・アフリカ3次予選      |
| 4.  | 2017年11月14日 | ダカール・スタッド・レオポール・セダール・サンゴール     | セネガル             | 1–1  | 1–2  | 2018 FIFAワールドカップ・アフリカ3次予選      |
| 5.  | 2018年3月24日  | ンドラ・レヴィ・ムワナワサ・スタジアム                   | ザンビア             | 1–0  | 2–0  | 4カ国国際大会2018                             |
| 6.  | 2018年10月14日 | ヨハネスブルク・FNBスタジアム                            | セーシェル           | 4–0  | 6–0  | アフリカネイションズカップ2019予選・グループE |
| 7.  | 2018年11月2日  | ダーバン・モーゼス・マヒダ・スタジアム                   | パラグアイ           | 1–1  | 1–1  | 親善試合                                      |
| 8.  | 2019年3月24日  | スファックス・スタッド・タイエブ・ムヒリ                 | リビア               | 1–0  | 2–1  | アフリカネイションズカップ2019予選・グループE |
| 9.  | 2019年3月24日  | スファックス・スタッド・タイエブ・ムヒリ                 | リビア               | 2–1  | 2–1  | アフリカネイションズカップ2019予選・グループE |
| 10. | 2020年11月13日 | ダーバン・モーゼス・マヒダ・スタジアム                   | サントメ・プリンシペ | 1–0  | 2–0  | アフリカネイションズカップ2021予選・グループC |
| 11. | 2020年11月16日 | ポート・エリザベス・ネルソン・マンデラ・ベイ・スタジアム | サントメ・プリンシペ | 2–1  | 4–2  | アフリカネイションズカップ2021予選・グループC |
| 12. | 2020年11月16日 | ポート・エリザベス・ネルソン・マンデラ・ベイ・スタジアム | サントメ・プリンシペ | 4–2  | 4–2  | アフリカネイションズカップ2021予選・グループC |
| 13. | 2021年3月25日  | ヨハネスブルク・FNBスタジアム                            | ガーナ               | 1–1  | 1–1  | アフリカネイションズカップ2021予選・グループC |

## タイトル

### クラブ
マメロディ・サンダウンズ
- CAFチャンピオンズリーグ: 2016
- プレミアサッカーリーグ:2013-14, 2015-16
- CAFスーパーカップ: 2017
- テルコム・ノックアウト: 2015
- ネドバンク・カップ: 2014-15

クラブ・ブルッヘ
- ベルギー・ファースト・ディビジョンA: 2019-20